# Wybrand van Warwijck

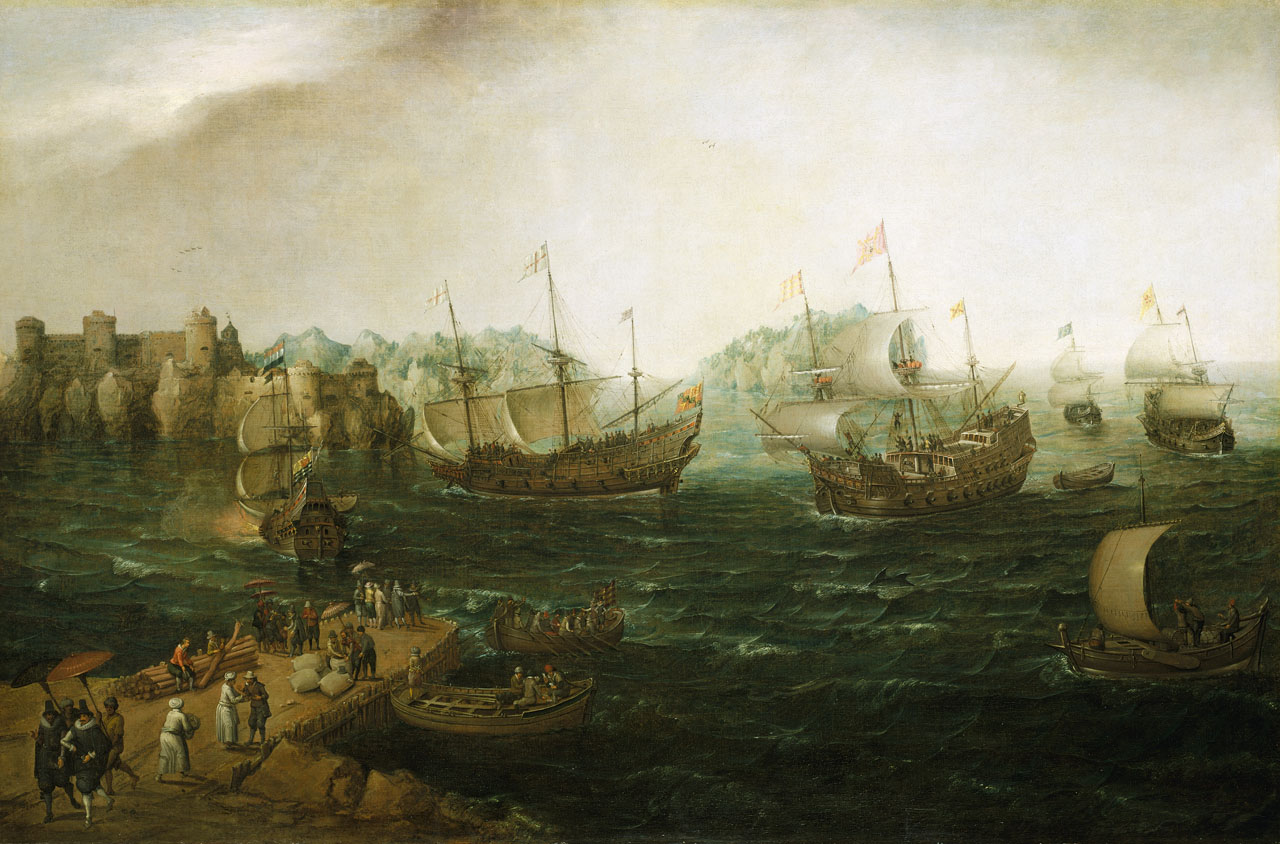
Hollandse, Engelse en Spaanse schepen in de Oost door Hendrick Cornelisz. Vroom (1614)

Wybrand van Warwijck (1566 of 1570 - Amsterdam, 11 juli 1615) was een Nederlands viceadmiraal van een vloot van acht schepen, de zogenaamde Tweede Scheepvaart, uitgerust door de Oude Compagnie, de opvolger van de Compagnie van Verre. Hij was de eerste Hollander die de Molukken bezocht. In 1602 was hij admiraal van een vloot van veertien schepen en een jacht. Hij deed een poging een handelsovereenkomst met China te sluiten, maar keerde onverrichter zake terug met veel informatie over de Chinese handelspolitiek.

## Eerste reis

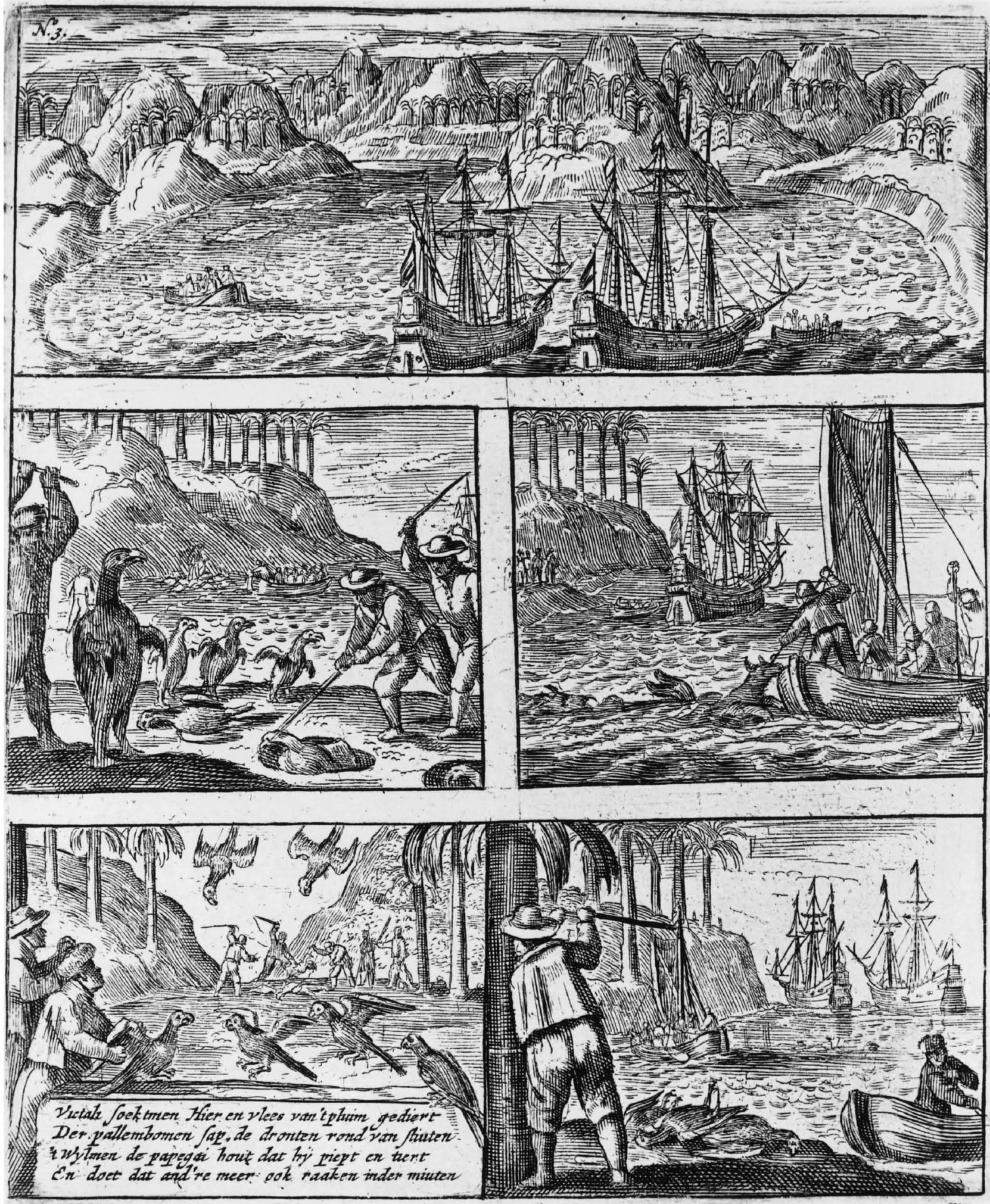
Jacht op dodo's, tekening uit de reisbeschrijving van Willem van Westsanen, gepubliceerd in 1648.

Van Warwijck was de zoon van een houtkoper. Zijn familie was reeds lang actief in de zeevaart. Zijn overgrootvader wordt in het begin van de 16e eeuw genoemd als 'Schipheer Gerbrant Baerentsz. Warwijck'. Hij vertrok in mei 1598 naar de Oost met de Tweede Schipvaart onder bevel van Jacob van Neck. Van Warwijck ('een uitnemende ende dappere man') was viceadmiraal. Begin augustus raakte Van Warwijcks schip de Amsterdam en vier andere schepen 's nachts gescheiden van de drie overige schepen met Van Neck. Verder varend kwamen ze op 17 september bij een onbewoond vulkanisch eiland, dat ze Mauritius noemden. De volgende dag gingen de eerste Hollanders aan land. Tegen de avond kwamen ze terug aan boord met negen stuks van een soort grote vogels die zij dodo's noemden, groter dan kalkoenen, en evenals die uitgerust met te kleine vleugels om te kunnen vliegen. Hun vlees was taai, maar de honger maakte veel goed. De volgende dag werden opnieuw veel vogels gevangen De dag daarop, 20 april, werd aan land een dankdienst gehouden. Het was de dag van de Amsterdamse kermis en daarom werd de dodo aanvankelijk wel 'kermisgans' genoemd. De vogels op het eiland kenden geen vijanden en lieten zich met tientallen gemakkelijk vangen, doodslaan en 'in 't zout smijten' voor de verdere zeereis. In het reisverslag van Willem van Westsanen staat het doodslaan van de dodo's afgebeeld. Ruim een halve eeuw later al was de dodo uitgestorven.
Eind 1598 kwamen de schepen aan in Bantam, waar Van Neck al gearriveerd bleek te zijn en zijn drie schepen met peper had geladen. Op 11 januari 1599 voer Van Neck met de Mauritius, Hollandia, Vriesland en Overijssel terug naar Nederland, terwijl Van Warwijck met de overige vier schepen verder voer naar de Molukken om ook daar een factorij te stichten. Van Warwijck was nu admiraal en de koopman Jacob van Heemskerck werd viceadmiraal.

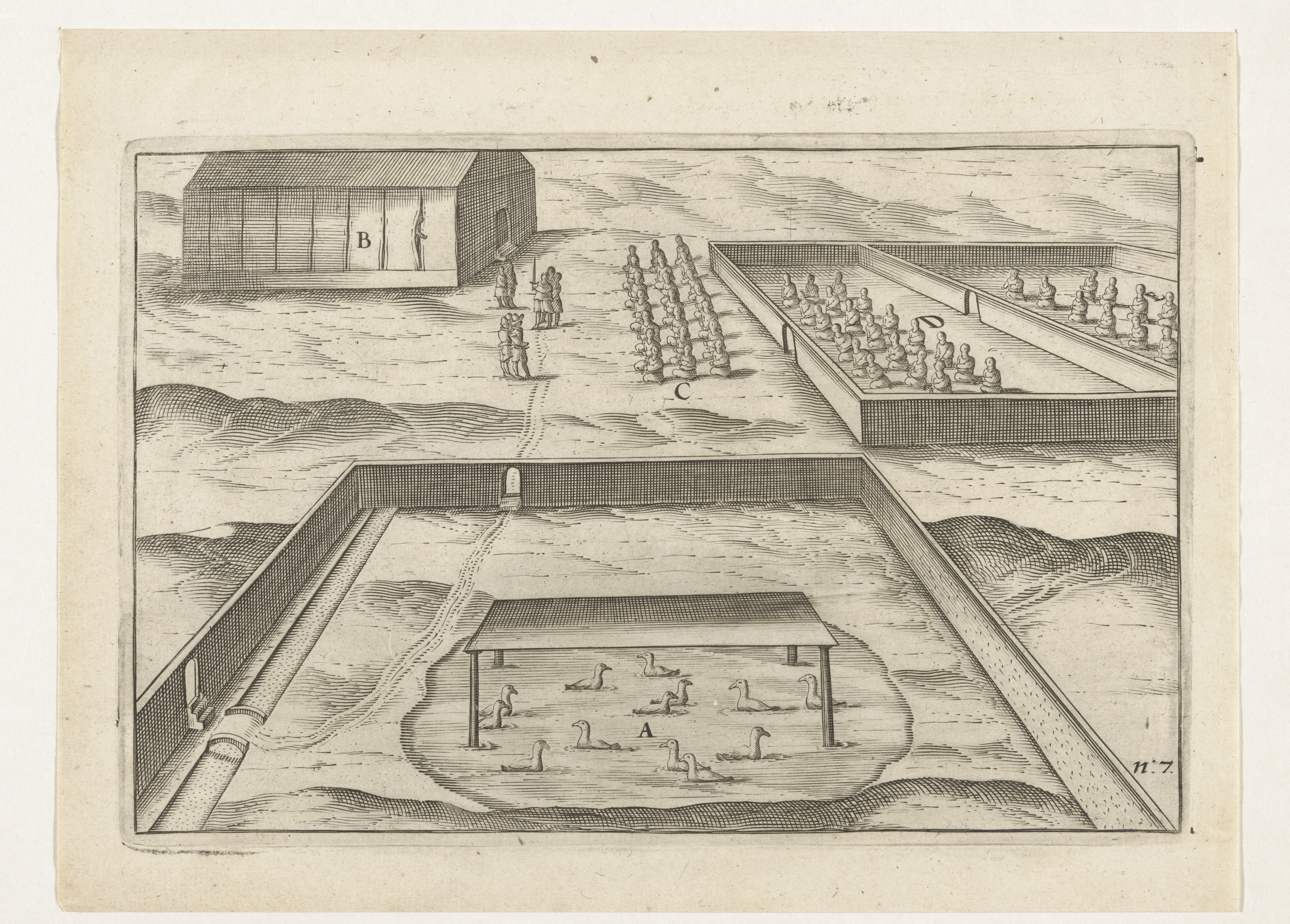
De harem van de koning van Toeban.

Ze voeren langs de noordkust van Java en brachten eerst een bezoek aan de havensteden Gresik en Toeban, waar ze hartelijk ontvangen werden. In Toeban werden ze vereerd met de vertoning van een spiegelgevecht door 'seer veel Edelluyden te paerde'. Enkele jonge matrozen werden door de plaatselijke vorst als bijzonderheid aan zijn harem getoond, die wel '50 ofte 60' vrouwen bevatte. Daarna volgde het eiland Madoera, waar de ontvangst heel anders was. Men was hier het conflict met de schepen van de Eerste Schipvaart niet vergeten. Rond de veertig opvarenden werden nu gevangen genomen en moesten door Van Warwijck vrijgekocht worden met 2000 realen van achten aan losgeld. Vijftien anderen verdronken bij het omslaan van hun sloepen in de branding. Op 3 maart 1599 verscheen Van Warwijck in de Baai van Hila op Ambon. De Hituezen vroegen bescherming van de Nederlanders tegen de Portugezen, maar omdat de opdracht was om alleen handel te drijven moest eerst toestemming gevraagd worden aan Prins Maurits.

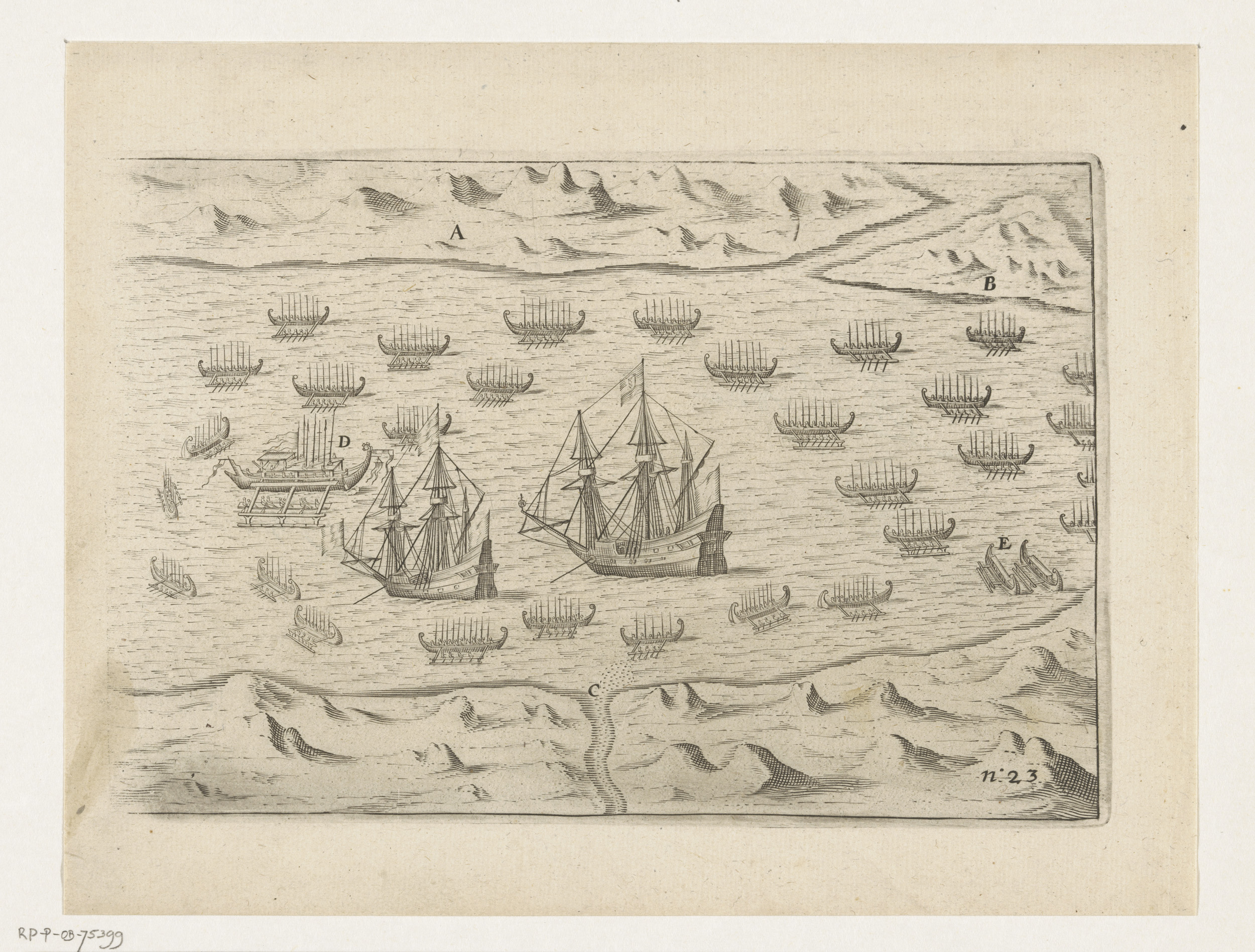
De Amsterdam en de Utrecht worden ontvangen in Ternate.

Omdat er overal weinig kruidnagels te koop bleken te zijn vertrok Van Heemskerck in maart met de Zeelandia en de Geldria naar Banda en ging Van Warwijck met de Amsterdam en de Utrecht in mei naar Ternate. Hier was de ontvangst weer goed, met zingende en musicerende eilanders, en er konden voldoende kruidnagels worden ingeslagen. Van Warwijck stichtte er een handelspost onder leiding van Frank van der Does met vijf assistenten, met voldoende geld om van de volgende kruidnageloogst een lading voor de volgende vloot te kunnen kopen. De sultan beloofde hen 'in zijn bescherminge te nemen als zyn eyghen volck'. Een verzoek van de sultan om assistentie bij het veroveren van het Portugese fort op Tidore wees Van Warwijck beleefd af. In augustus ging hij met zijn schepen terug naar Bantam, een eind begeleid door een vloot kora-kora's. Door zware tegenwind van de moesson kwam hij daar pas in november aan. Hij kon er zijn lading nog aanvullen met peper, foelie en nog meer kruidnagels, en kon ook Nederlandse handelswaar verkopen.
In januari 1600 aanvaardde Van Warwijck de terugtocht, en kwam in augustus bij Texel aan. Van Heemskerck was al teruggekomen in mei. Van Warwijck vertelde Clusius over de dodo's die hij had gezien.

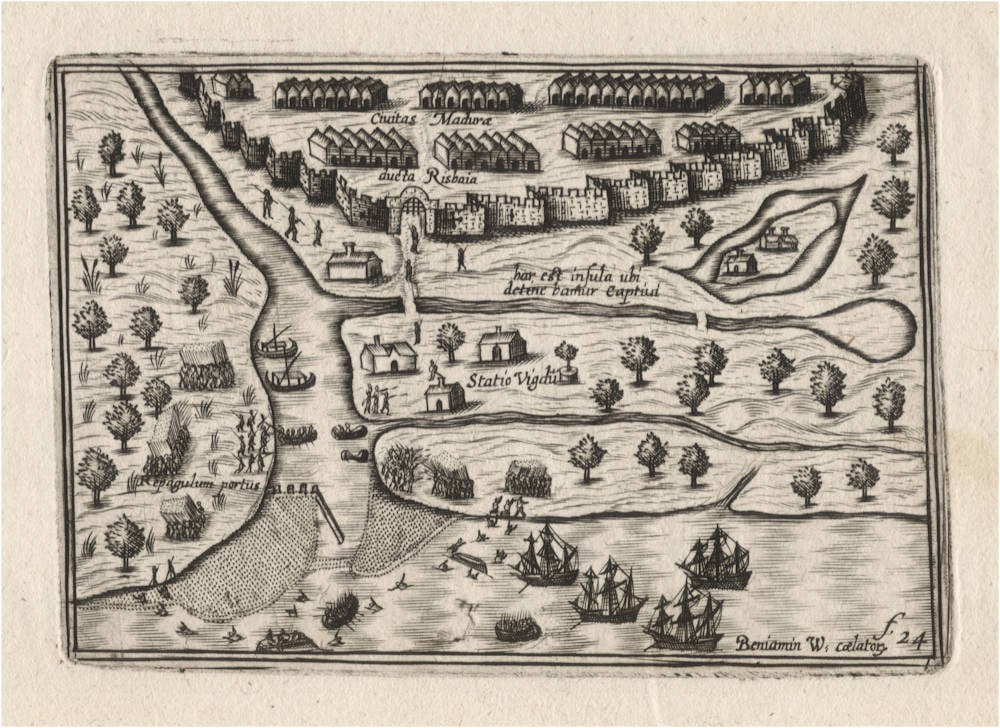
De Nederlandse Tweede Vloot naar Oost-Indië van 1598-1600. Vice-admiraal Wijbrant van Warwijck was van 23 mei tot 19 augustus 1599 in Ternate met de schepen Amsterdam en Utrecht.

## Tweede reis
In 1602 was hij admiraal van een vloot van veertien schepen en een jacht. Sebald de Weert was als vice-admiraal al eerder uitgevaren, namelijk op 31 maart, met de Zeeuwse schepen Zierikzee, Vlissingen en Goes. Zij zouden eerst Ceylon moeten aandoen, daarna Atjeh, en vandaar naar Bantam gaan. De vloot was uitgerust vóór de vorming van de VOC maar het beheer werd gevoerd door een combinatie van bewindhebbers uit verschillende kamers, waaronder Jacob J. Hinlopen en Isaac le Maire, maar in afzonderlijke boeken. De kosten en opbrengsten zouden buiten de VOC-aandeelhouders omgaan en er werd bepaald hoe de bezittingen van de voorcompagnieën in Indië op de VOC zouden overgaan en onder welke voorwaarden werknemers door Van Warwijck in dienst van de VOC konden worden genomen. Het besluit zou bij de eerste vergadering van de Heren XVII in april 1602 gevallen, maar de inleg voor participanten schijnt al op 20 mei 1601 te zijn geopend geweest. Er werd 1,7 miljoen ingelegd en alleen de namen van de bewindhebbers werden genoteerd, niet die van de vele participanten. De onderneming had een dubbel doel: zich op voor de handel gunstige plaatsen te vestigen en zo veel mogelijk door roof of koop verkregen waren naar het vaderland te brengen. Dit betekende tevens: zo veel mogelijk afbreuk doen aan de macht en de handel van de Portugezen.
Elf schepen vertrokken op 17 juni van Texel: De Mauritius, met Van Warwijck aan boord, de Holland, Zon, Maan, Sterre en Nassau, allen Amsterdamse schepen, de Eendracht uit Delft, de Erasmus en de Rotterdam uit Rotterdam, de Hollandsche Tuin en de Maegt van Enckhuijsen uit Enkhuizen, en een jacht, de Papegayken, dat diende om boodschappen over te brengen. Van Warwijck kreeg uitgebreide instructies mee. Drie schepen moesten eerst naar Atjeh varen, terwijl Van Warwijck met de rest direct naar Bantam ging. Daar zouden drie schepen geladen moeten worden en teruggestuurd. Twee schepen moesten doorvaren naar de Molukken en twee naar China.

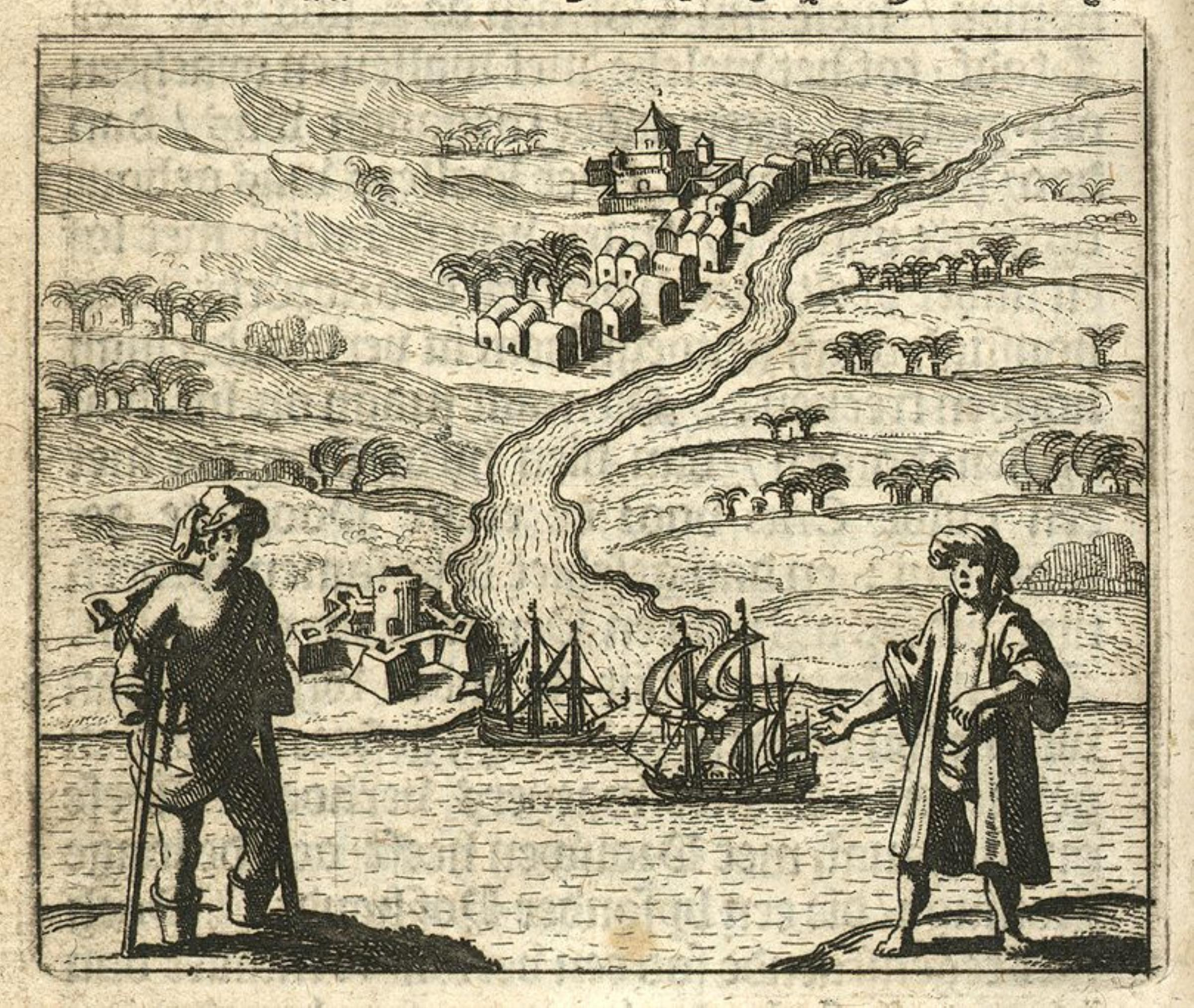
Aankomst in Atjeh, met verminkte criminelen ter 'Afteeckeninghe van de grouwelijcke Iustitie in Achin'.

Vanwege tegenwind deden de schepen eerst Plymouth aan. Door stromingen voor de westkust van Afrika dreef de vloot de verkeerde kant uit. Door scheurbuik gekweld rondden de schepen in december de Kaap de Goede Hoop. De Hollandsche Tuin, de Holland en de Sterre verlieten hier de vloot om zo snel mogelijk Atjeh te bereiken. Omdat daar weinig peper te koop was tegen een te hoge prijs sloten ze zich aan bij de ook daar aangekomen De Weert, die in april eerst weer terugging naar Ceylon. Hij wilde daar de koning van Kandy helpen in het bestrijden van de Portugezen in ruil voor jaarlijkse leveranties kaneel. Joris van Spilbergen, met het Schaap en de Ram ook in Atjeh gearriveerd, vernam dat de VOC inmiddels was opgericht en verkocht de Ram aan De Weert. Van Warwijck kwam met de overige schepen van zijn vloot na een zeer lange reis van 317 dagen op 29 april 1603 in Bantam aan. Na lang onderhandelen met de sjahbandar kocht hij 18.000 zakken peper. Hiermee laadde hij de Eendracht en de Maegt van Enckhuijsen en stuurde ze in juni met Van Spilbergen mee naar Nederland. In oktober volgden, ook geladen met peper, de Mauritius en de Rotterdam samen met twee schepen en een gekaapte Portugese kraak van Jacob van Heemskerck, en daarna de Goes en de Sterre. De Maan zond Van Warwijck naar Bali, om vandaar naar de Banda-eilanden te gaan. De Erasmus en de Nassau stuurde hij naar China en de Zon naar Ternate, met geschenken waaronder zes pond opium en een brief voor de sultan over de gezamenlijke vijand, de Portugezen. Van Warwijck stichtte factorijen in Bantam en in Gresik, de eerste vaste nederzettingen van de VOC op Java. De factorij in Bantam was een stenen gebouw, beveiligd tegen brand en inbraak, met als eerste directeur de opperkoopman François Wittert.
Van Warwijck was onbekend met moessons, want in december wilde hij met tegenwind met zijn overgebleven schepen, de Holland, de Vlissingen en het Papegayken, naar Johor zeilen, maar kwam op de Karimata-eilanden boven Borneo terecht. In Sukkadana kocht hij diamanten. Toen het regenseizoen was afgelopen, zette hij zijn reis voort naar Johor, waar hij sultan Alauddin Riayat Shah III voorzag van geschut, kruit en kogels om zich tegen de Portugezen uit Malakka te verdedigen. Vandaar ging hij naar Patani. Hier ontmoette hij de ambassadeur van de koning van Siam, Naresuan de Grote, die op de terugweg naar Ayutthaya was. Hij vertelde Van Warwijck over de jaarlijkse ambassades van Siam naar het hof van de Ming-keizer in China. Van Warwijck stuurde de koopmannen Cornelis Specx en Lambert Jacobsz. Heyn met hem mee om te proberen bij de eerstvolgende ambassade aan te sluiten. 
Eind juni 1604 voer Van Warwijck naar het noorden in een poging om tot directe handelsbetrekkingen met China te komen. Hij had al eerder de Erasmus en de Nassau onder schipper Cornelis van de Venne daarheen gezonden maar die was het niet gelukt handel te drijven. Achttien bemanningsleden waren vermoord door de Portugezen en als wraak was in de buurt van Macau een Portugese kraak gekaapt, geplunderd en in brand gestoken. Van Warwijck had de bedoeling naar Macau te varen en beschreef de eilanden ten noorden van Borneo en de Spratly-eilanden, maar kwam als gevolg van een tyfoon op 7 augustus 1604 op Penghu terecht. Omdat de Chinese autoriteiten hem geen toestemming gaven op het Chinese vasteland handel te drijven, verliet hij de Pescadores uiteindelijk weer op 13 december. Van Warwijck deed enorme betalingen aan steekpenningen, maar de Chinezen stuurden vijftig jonken die de schepen omsingelden, en de Hollanders tot vertrekken bewogen. Chinese handelaren zegden hem toe porselein en zijde naar Bantam of Patani te zullen vervoeren.

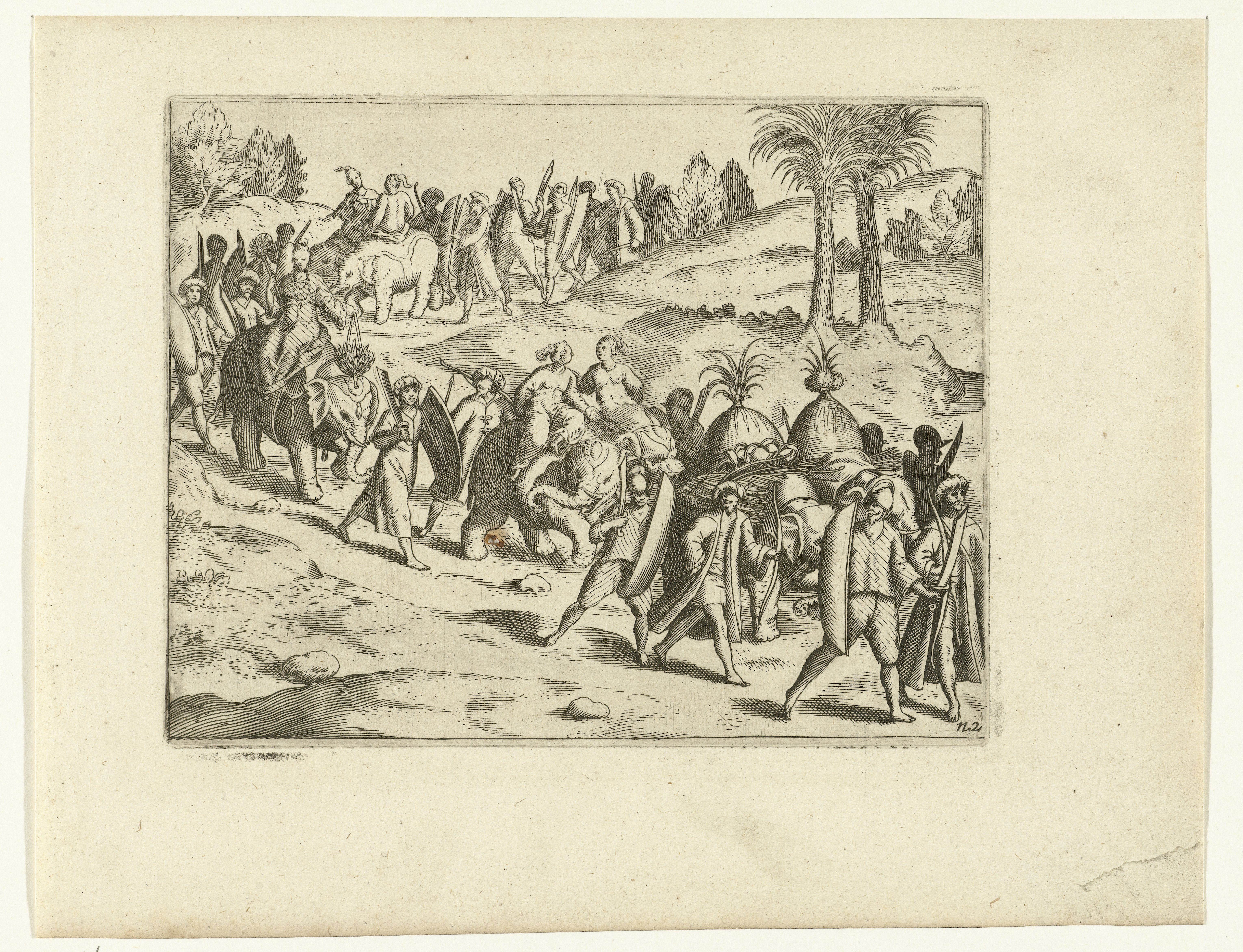
Optocht van Raja Hijau in Patani. 'Afteeckeninghe hoe de Coninginne van Patana uyt rijdt, haer te vermaecken'.

Op 16 maart 1605 was hij weer terug in Patani, Thailand. Daar ontmoette hij Claes Symonsz. Meebael die een Portugese kraak Sint Antonio in de rivier geblokkeerd hield. Het schip was geladen met zijde, etc. maar het belangrijkste voordeel was de regerende vorstin, Raja Hijau, die de Nederlanders steunde tegen de Portugezen. Verderop maakte de Vlissingen nog een Portugese kraak buit.
Na de opperkoopman Ferdinand Michiels in een VOC-factorij in Patani geïnstalleerd te hebben ondernam Van Warwijck op 6 februari 1606 de terugreis naar Nederland aan boord van de Holland, vergezeld van de Vlissingen en drie volgeladen schepen van de inmiddels ook gearriveerde vloot van Steven van der Hagen, de Amsterdam, Dordrecht en Zeeland. Op Mauritius werden vanwege lekkage nog twee schepen volledig gerepareerd alvorens verder kon worden gevaren. Ook op Sint Helena werd nog de maand februari doorgebracht. Van Warwijck was in juni 1607 terug, na een afwezigheid van vijf jaar. De Zierikzee en de Hollandsche Tuin waren in april 1604 met Cornelis Pietersz., de opvolger van de in Ceylon vermoordde Sebald de Weert, uit Bantam naar Nederland vertrokken en kwamen daar in april 1605 aan. Pietersz. en 76 anderen stierven onderweg aan een ziekte. De Erasmus en de Nassau kwamen in augustus 1604 terug.
Alvorens het binnenlopen van de vloot is er druk gehandeld in de aandelen op de schepen. De participanten verwachten een rijke beloning als de VOC over zou gaan tot uitdeling. In september eisten Jacques Nicquet en Gerard Reynst dat de VOC over zou gaan tot uitkering.  In juni 1609 was nog maar 25% uitgekeerd. In juli besloot de VOC een uitkering in geld en peper te doen. De financiële resultaten van deze reis zijn minder bekend of misschien wel onbegrijpelijk. De kritiek op de bewindhebbers werd steeds luider. Er zou 165% zijn uitgekeerd tussen 1604 (toen de eerste schepen terugkeerden) en maart 1613. De helft was afkomstig van buitgemaakte schepen. Ook in 1605 (15%), 1607 (75%, 40%, 14%) zijn uitkeringen gedaan aan de bewindhebbers, in 1609 is nog eens 25% uitgekeerd maar zij moesten in 1613 n.b. 4% terugstorten omdat er tekorten waren ontstaan. Het resultaat over deze reis was dus 65%.

## Varia
- In 1612 verklaarde hij dat een beleg van de havenstad Bantam zeer moeilijk uitgevoerd zou kunnen worden omdat de schepen niet dicht genoeg op de kust konden komen.
- In 1615 werd Van Warwijck benoemd tot de vroedschap van Amsterdam, maar stierf in hetzelfde jaar, nog steeds ongehuwd. De inventaris opgemaakt na zijn dood bevatte zes "Indische" schilderijen.[24]